# Hossein Kalani
Hossein Kalani (né le 23 janvier 1945 à Téhéran en Iran) est un footballeur international iranien.